# Torrent de la Perdiu
El Torrent de la Perdiu, és un afluent per l'esquerra de la Riera de Canalda.
De direcció global cap al sud, neix la l'Obaga Negra, situada a l'extrem occidental dels Cingles de les Costes, al vessant meridional de la Serra de Querol. 970 m. després del seu naixement travessa la carretera L-401 i just després rep per l'esquerra el seu únic afluent que baixa del Refugi d'Urdoll. Continua el seu curs cada cop més engorjat deixant a l'esquerra Cal Pubilló i Puig-arnau. A partir d'aquest punt, la Riera de Canalda se li apropa a tan sols 200 m. i continuaran els seus cursos en paral·lel durant més d'un km. fins que ajunten les seves aigües a Fonts Caldes, a uns 400 m. al SE del poble de Canalda.
Els primers 256 m. del seu recorregut els fa per l'interior del territori del PEIN Serres d'Odèn-Port del Comte

## Termes municipals que travessa
Des del seu naixement, passa successivament pels següents termes municipals.
|                                        | Longitud (en m.) | % del recorregut |
| -------------------------------------- | ---------------- | ---------------- |
| Per l'interior del municipi de Guixers | 190              | 7%               |
| Per l'interior del municipi d'Odèn     | 2530             | 93%              |

## Xarxa hidrogràfica
La seva xarxa hidrogràfica està constituïda per dos cursos fluvials la longitud total dels quals suma 3.324 m.
dels quals, 442 m. transcorren pel terme municipal de Guixers i la resta pel d'Odèn